# Caracal·la (vestit)
La caracal·la  va ser una peça de vestir usada pels gals, no molt diferent de la lacerna romana.
La va introduir per primera vegada a Roma l'emperador Marc Aureli Antoní, fill de Septimi Sever, que va obligar els plebeus que el visitaven a la cort a portar aquesta mena de roba. D'aquí que per aquest fet, va prendre el nom de Caracal·la.
La caracal·la tal com la portaven a la Gàl·lia, era una peça de roba cenyida al cos, amb mànigues llargues i oberta per darrere i per davant, segons diu Estrabó. En la seva forma original només arribava fins als genolls, però a Roma aquesta peça va canviar de forma i es va fer més llarga. S'anomenava caracal·la antonina, o sigui, la imposada per l'emperador, per distingir-la de la caracal·la dels gals. No es va deixar de portar la curta, pròpia de l'estil gal com es veu en un edicte de Dioclecià, on parla de la caracal·la major i de la menor. Encara que no hi ha referències directes, es pot formar una idea de com era la vestimenta, deduïda del que diu Jeroni d'Estridó en comparar-la l'Efod dels hebreus. Diu que l'efod era una caracal·la petita sense caputxó i que era, en efecte, una túnica curta amb mànigues, ajustada a la cintura per mitjà d'un cinturó, com es representa a Aaron en diverses pintures dels primers temps de l'Església i en les representacions d'Abraham disposant-se a sacrificar al seu fill.
Amb aquesta peça coincideixen les figures que es veuen als monuments on es representen déus o personatges de la Gàl·lia (principalment a un déu nacional assimilat a Júpiter, a Plutó o a Silvà) duent la caracal·la, molt semblant a la lacerna, espècie d'abric també d'origen gal. Aquella peça, típica per ells, feia el paper de la túnica romana que es portava sota el mantell; segons Cassi Dió no es feia d'un sol tros de teixit, com solia passar amb les túniques, sinó de diverses peces cosides, s'obria per davant, descendia fins a la part superior de la cuixa i s'ajustava a la cintura. Els viatgers, caçadors i aquells que s'exposaven a la intempèrie, li agregaven un caputxó (cucullus), que també portaven a vegades els romans sobre l'''antoniniana.